# Francesc Climent Sapera
Francesc Climent Petri, alias "Sapera", nacido en Torreblanca (Castellón) en 1349 y fallecido en Barcelona en 1430, fue un religioso importante que llegó a ser Patriarca de Jerusalén, arzobispo de Zaragoza y obispo de Barcelona.

## Biografía
Desde joven, fue muy próximo al cardenal Pedro Martínez de Luna y Pérez de Gotor, quien le nombró su secretario. Una vez elegido el cardenal Pedro como papa, en la obediencia de Aviñón, con el nombre de Benedicto XIII (también conocido como “Papa Luna”), le encargó otras misiones nombrándole otros cargos diversos, entre ellos el de obispo de Mallorca, Tarazona, Tortosa y Barcelona, sucesivamente. En 1415 le dio el arzobispado de Zaragoza (la mayor jerarquía eclesiástica de la Corona de Aragón). 

En el Cisma de Occidente, desde el primer momento estuvo al lado de su superior (el cardenal De Luna) dentro de la obediencia de Aviñón (1378), hasta que, una vez perdida la influencia efectiva de un Benedicto XIII refugiado en Peñíscola, no tuvo otra solución que la de pasar a la obediencia de Roma con el nuevo papa Martín V (1418).

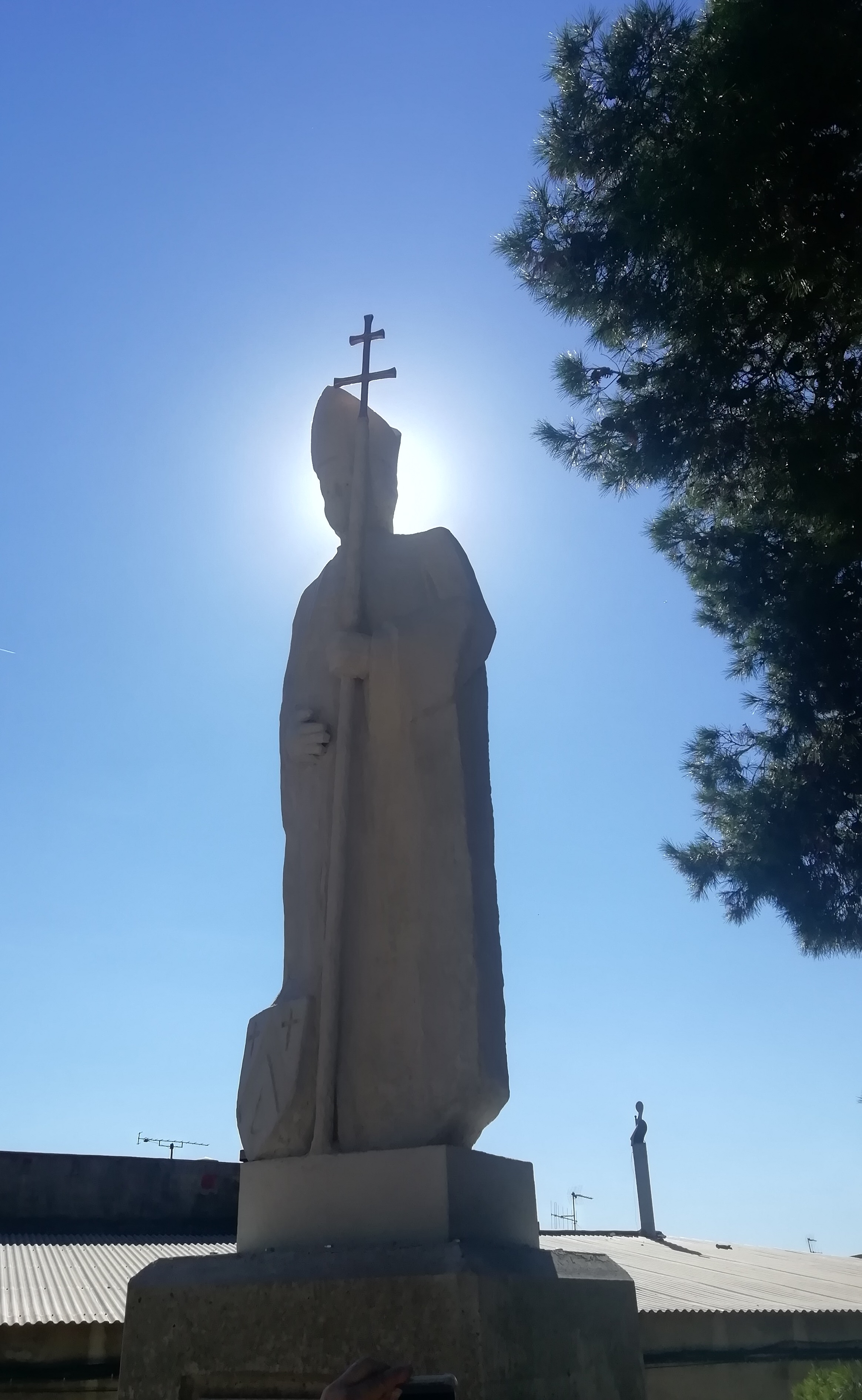
Monumento a Francesc Climent inaugurado en Torreblanca (Castellón, España) el 23 de octubre de 2021

Martín V le dio de nuevo la Administración del obispado de Barcelona, además de nombrarle Patriarca de Jerusalén. Una vez, ya mayor, se dedicó a la labor pastoral y entregar grandes sumas de dinero dedicado a las obras de la catedral gótica de Barcelona, lo que le convirtió en el mayor promotor que haya habido jamás en este edificio, cerrando el muro de la fachada principal, completando gran zona de la cubierta que faltaba y todo un lateral de capillas del claustro. Esta es la razón de hallarse su escudo heráldico esparcido en 42 lugares del templo. 
Fallecido en Barcelona en 1430 con casi 82 años, fue enterrado en dos ocasiones (1430 y 1899), en una de las capillas que promovió: la n.º 37 (hoy de la Inmaculada Concepción), a los pies de la catedral. Algunas noticias le hacen Santo y se sospecha que sus restos continúan incorruptos en el mausoleo a él dedicado, en espera de un análisis.
Durante su larga existencia tuvo oportunidad de intervenir en acontecimientos notables de aquel período: tesorería del Papado (en la obediencia aviñonesa), cruzada cristiana contra piratas berberiscos (a consecuencia del “Barreig” de Torreblanca, 1397), Compromiso de Caspe (1412), coronación de Fernando I de Aragón (1412), sublevación de Jaime de Aragón (1413), enfrentamiento con Benedicto XIII y también con el Primado de Martín V, reformador de Visitas Pastorales, relaciones diplomáticas con las cortes y reyes de Castilla y de Aragón, terremotos en Cataluña, etc.
En 2021 la población de Torreblanca le dedicó un monumento en su honor, en el acceso al calvario.

## Carrera eclesiástica
- 1379-1407. Canónigo de Barcelona
- 1380-1388. Canónigo de Calatayud
- 1383-1395. Párroco de Vinaroz
- 1390-1403. Canónigo de Mallorca
- 1392-1407. Arcediano del Panadés
- 1394 y 1395-1407. Canónigo de Segorbe
- 1394-1407. Canónigo de Valencia
- 1395-1407. Prior de Daroca
- 1421-1430. Prior de Santa Ana
- 1422-1430. Arcediano de Teruel

| Predecesor: Lluís de Prades i d'Arenós  | Obispo Electo de Mallorca 1403 - 1407             | Sucesor: Lluís de Prades i d'Arenós (2.ª vez) |
| Predecesor: Berenguer de Ribalta        | Administrador Apostólico de Tarazona 1404 - 1407  | Sucesor: Juan de Valtierra                    |
| Predecesor: Lluís de Prades i d'Arenós  | Obispo de Tortosa 1407 - 1410                     | Sucesor: Pedro de Luna y Albornoz             |
| Predecesor: Francesc de Blanes          | Obispo de Barcelona 1410 - 1415                   | Sucesor: Andreu Bertran                       |
| Predecesor: García Fernández de Heredia | Arzobispo de Zaragoza 1415 - 1419                 | Sucesor: Alonso de Argüello                   |
| Predecesor: Andreu Bertran              | Administrador Apostólico de Barcelona 1419 - 1429 | Sucesor: Andreu Bertran (2.ª vez)             |
| Predecesor: Hugo Roberti                | Patriarca de Jerusalén 1419 - 1430                | Sucesor: Blasius Molino                       |
| Predecesor: Alonso de Argüello          | Arzobispo de Zaragoza (2.ª vez) 1429 - 1430       | Sucesor: Dalmau de Mur                        |